# Hans-Thies Lehmann
Hans-Thies Lehmann ( Ehringshausen, 22 de septiembre de 1944 - Atenas, Grecia, 16 de julio de 2022 ) fue un estudioso del teatro, germanista y comparatista alemán.

## Biografía
Entre 1981 y 1987 Lehmann colaboró con Andrzej Wirth en la creación de la carrera de Teatro Aplicado en la Universidad de Giessen. Desde 1988 hasta su jubilación en 2010, Lehmann enseñó como profesor de teatro en la Universidad Johann Wolfgang Goethe de Fráncfort del Meno. Lehmann ha sido profesor invitado en las universidades de Ámsterdam, París, Viena, Cracovia, Tokio, Kaunas y Charlottesville. Considerado un teórico del teatro postdramático, publicó libros sobre teatro contemporáneo, teoría del teatro, teoría estética y especialmente sobre autores como Bertolt Brecht y Heiner Müller. Además, desarrolló sus propios proyectos escénicos y obras de teatro en diversos escenarios.
En una última etapa, Lehmann vivió en Atenas con su esposa, la crítica teatral Helene Varopoulou.

## Distinciones
- Desde 2017: Academia de las Artes de Berlín

### Monografías
- Subjekt und Sprachprozesse in Bertolt Brechts „Hauspostille“. Texttheoretische Lektüren. 1978 OCLC 923035982
- Mit Helmut Lethen: Bertolt Brechts „Hauspostille“ – Text und kollektives Lesen. Metzler, Stuttgart 1978, ISBN 3-476-00378-7.
- Theater und Mythos. Die Konstitution des Subjekts im Diskurs der antiken Tragödie. Metzler, Stuttgart 1991, ISBN 3-476-00754-5.
- Postdramatisches Theater. Verlag der Autoren, Fráncfort del Meno 1999, ISBN 978-3-88661-284-0.
- Das Politische Schreiben. Essays zu Theatertexten. Segunda edición. Theater der Zeit, Berlín 2012, ISBN 978-3-943881-17-2.
- Tragödie und Dramatisches Theater. Alexander Verlag, Berlín 2013, ISBN 978-3-89581-308-5.
- Brecht „lesen“. Theater der Zeit, Berlín 2016 ISBN 978-3-95749-079-7.

### Estudios
- Beiträge zu einer materialistischen Theorie der Literatur. Ullstein, Fráncfort del Meno 1977.
- Mit Renate Voris: The Brecht Yearbook. Band 17: Der Andere Brecht. 1992.
- Mit Erika Fischer-Lichte, Wolfgang Greisenegger: Arbeitsfelder der Theaterwissenschaft. (= Forum modernes Theater, Bd. 15). 1994.
- Mit Patrick Primavesi: Heiner Müller Handbuch. J. B. Metzler, Stuttgart 2003, ISBN 978-3-476-01807-6.
- Mit Martina Groß (ed., autores): Populärkultur im Gegenwartstheater. Theater der Zeit, Berlín 2012, ISBN 978-3-942449-19-9

### Traducción
- Florence Dupont: Aristoteles oder der Vampir des westlichen Theaters. Alexander Verlag, Berlín 2017.

## Película sobre Hans-Thies Lehmann
- Aus Anlass des Symposiums „Postdramatisches Theater weltweit“ in der Akademie der Künste Berlín 2019 entstand im Auftrag der AdK der Film „Hans-Thies Lehmann – Postdramatisches Theater“ von Christoph Rüter mit Hans-Thies Lehmann u. v. a. * Inhaltsangabe bei Christoph Rüter Filmproduktion